# Cord (automóviles)

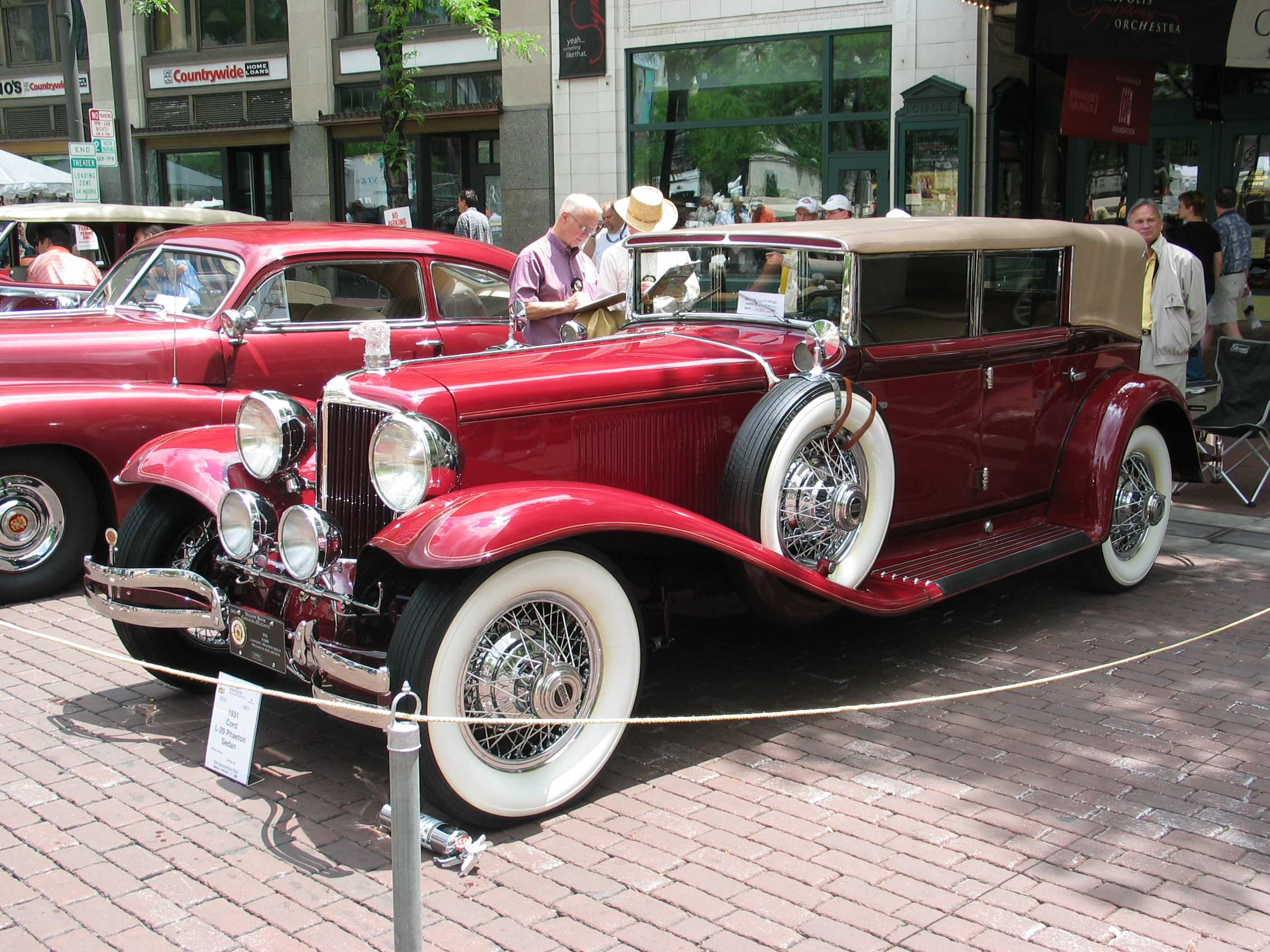
Faetón L-29 (1929), exhibido durante el Gran Premio de los Estados Unidos de 2005

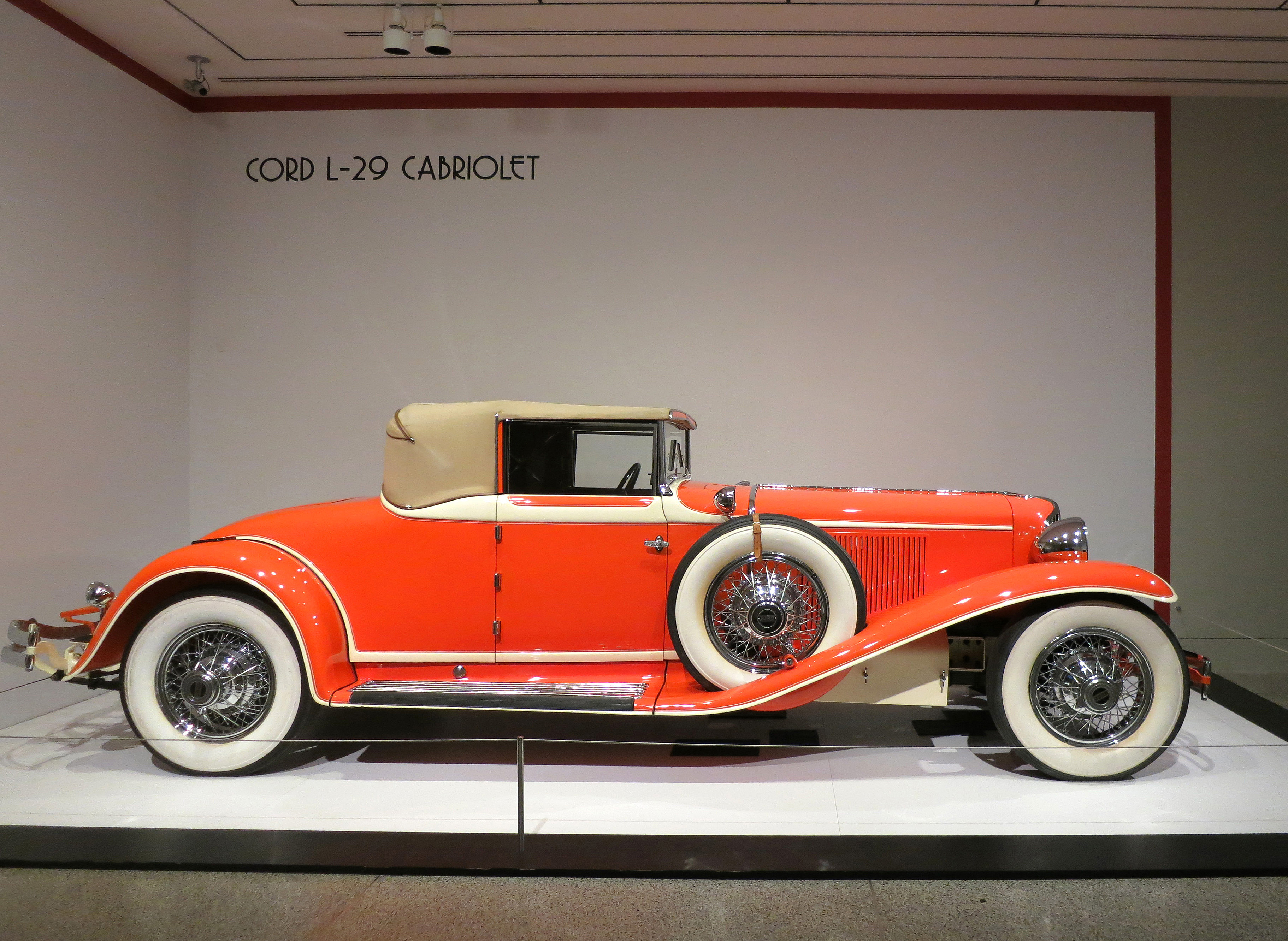
Cord L-29 Cabriolet

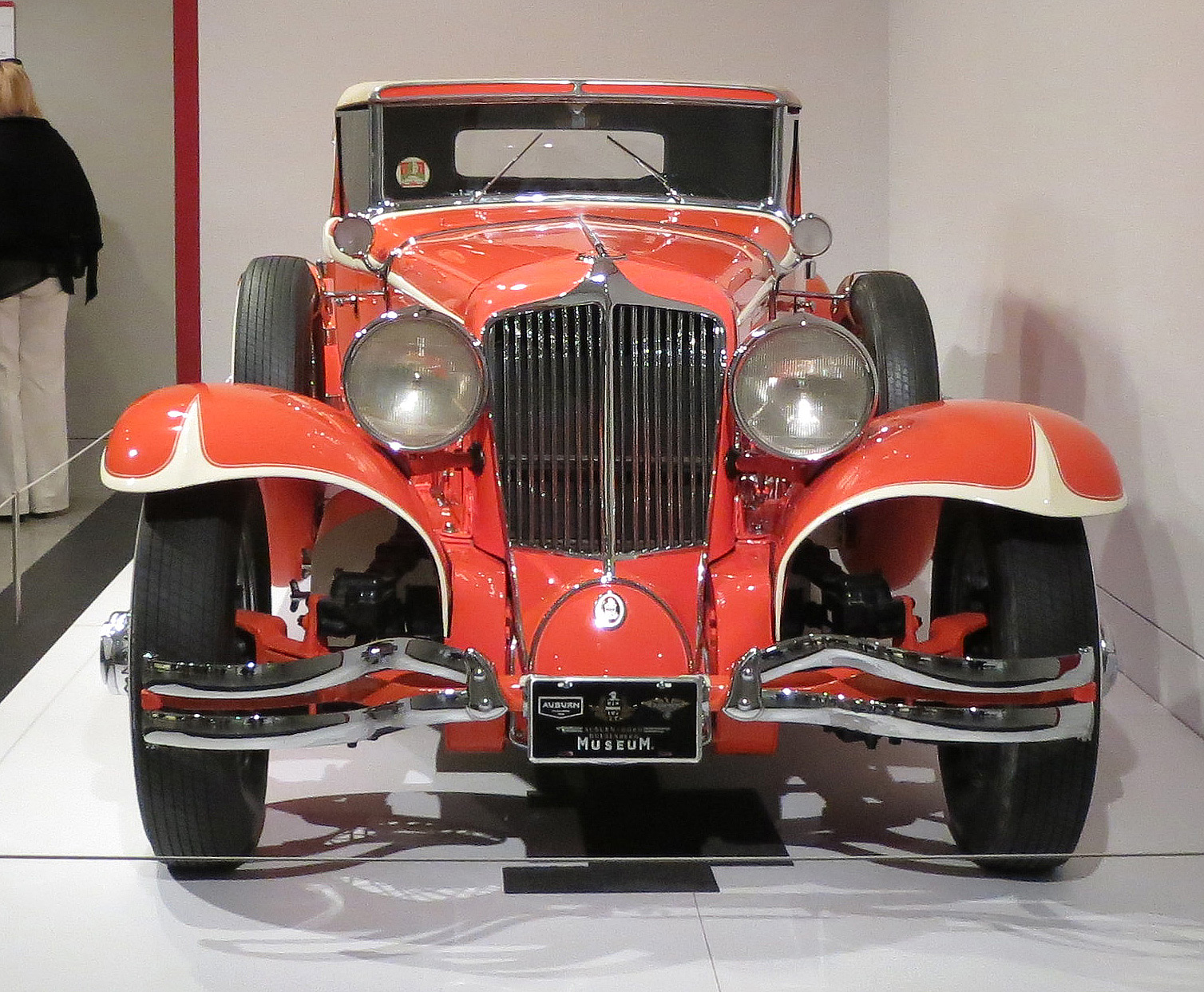
Cord L-29 Cabriolet

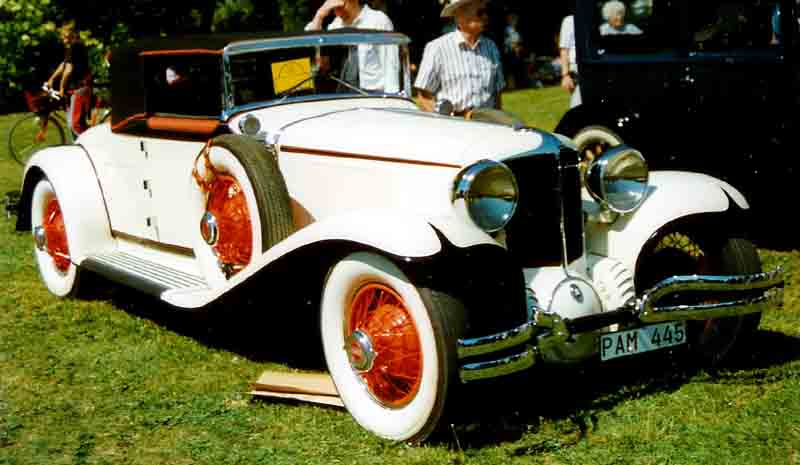
L-29 Convertible Cupé (1931)

Cord fue una marca de automóviles de lujo estadounidense con sede en Auburn (Indiana), fabricados por la Auburn Automobile Company entre 1929 y 1932, y de nuevo entre 1936 y 1937.
La Cord Corporation fue fundada y dirigida por E. L. Cord como un conglomerado empresarial debido a sus diversos intereses en el campo del transporte, incluyendo la empresa de automóviles de Auburn. Cord se caracterizó por su tecnología innovadora y sus diseños de línea aerodinámica.

## Innovaciones
Dos de las innovaciones introducidas por Cord son la tracción delantera en el L-29 y los faros escamoteables en los modelos 810 y 812.
Aunque DeSoto los utilizó en 1942, los faros escamoteables no volvieron a aparecer como una característica de lujo hasta la década de 1960, comenzando con el Chevrolet Corvette de 1963. Fue seguido dos años más tarde por su compañero de división en General Motors, el Buick Riviera, en el que los estilistas de GM indicaron más adelante que estaban tratando de capturar la "sensación" del diseño del Cord.
También se usó un "servo" mecanismo de cambio, valiéndose de un pre-selector con un sistema de electro-vacío diseñado por Bendix (un tipo de desplazamiento electromecánico).

## Cord L-29
Este fue el primer coche de tracción delantera estadounidense en ser ofrecido al público, adelantándose al Ruxton por varios meses en 1929. Creación del antiguo ingeniero de Miller, Cornelius Van Ranst, su sistema de accionamiento estaba tomado de los coches de competición dominantes en las 500 Millas de Indianápolis, usando el mismo diseño con eje De Dion y frenos interiores. Construido en Auburn, Indiana, el Cord fue el primer automóvil de tracción delantera en utilizar juntas homocinéticas. Aunque se usa comúnmente en la actualidad en todos los vehículos de tracción delantera, sería Cord en 1929 la primera marca en utilizarla. La ausencia de los componentes de la transmisión trasera y el bastidor plano (sin la línea ascendente trasera empleada para alojar el eje trasero), permitió que este automóvil tuviera una altura mucho menor que los coches con los que competía, cuya altura promedio era de alrededor de 1,8 m. Tanto el modelo de serie como algunos modelos especiales construidos sobre el chasis del Cord por carroceros europeos ganaron premios en concursos en todo el mundo. El L-29 estaba equipado con una instrumentación muy completa, incluyendo un indicador de temperatura, indicador de presión de aceite, y el velocímetro a la izquierda, con un medidor de combustible, medidor de nivel de aceite, y amperímetro a la derecha del volante.
Estaba accionado por un Motor SV 120 de 4934 cc y 93,2 kW (125 HP) fabricado en Auburn, con el cigüeñal sobresaliendo a través de la parte frontal del bloque y el volante de inercia montado allí. Disponía de una transmisión de tres velocidades, aunque su mecánica y la del eje delantero no eran muy adecuadas, por lo que el coche, de 2130 kg de peso, vio limitada su velocidad máxima a un poco menos de 130 km/h, un valor insuficiente incluso entonces, superado en este aspecto por numerosos otros coches de menor precio. Sin embargo, su estilo era muy bueno, y a pesar de la batalla de 3490 mm y la dirección que exigía dar cuatro vueltas de tope a tope, su suavidad y manejo eran soberbios. Con un precio de alrededor de 3000 dólares, competía con los Cadillac, Marmon, Lincoln, Packard, Franklin y Stutz. El Chrysler de 1930 imitó su estilo. Sin embargo, la Gran Depresión afectó gravemente al mercado de los coches de lujo, y el Cord L-29 dejó de producirse en 1932, con tan solo 4400 unidades vendidas. La distancia entre ejes era de 3,5 m y la altura del sedán era de 1,54 m.

## Cord Modelo 810/812

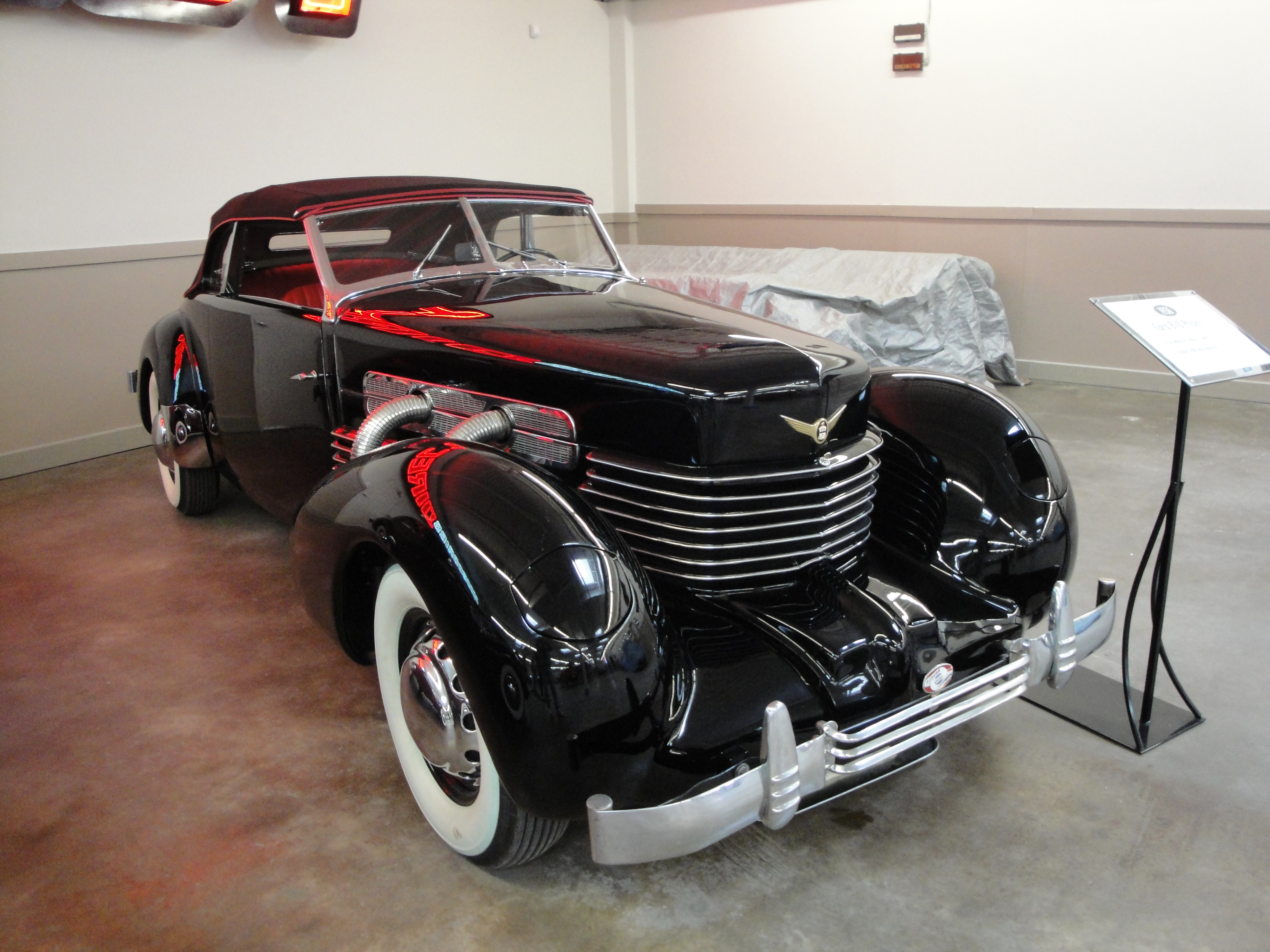
Cord 812 Faetón (1937)

El Modelo 810/812 es probablemente el producto más conocido de la compañía. Diseñado por Gordon M. Buehrig, contaba con tracción delantera y suspensión delantera independiente, lo que permitió que fuera extraordinariamente bajo, lo que a su vez hizo posible que se prescindiera de los estribos. Accionado por un motor V8 Lycoming de 4739 cm³ (289 plg³) y 125 caballos (93,2 kW) como el L-29, el 810 tenía una caja de cambios de cuatro velocidades seleccionables eléctricamente y transmisión semiautomática entre otras innovaciones.
El coche causó sensación en la Salón del Automóvil de Nueva York en noviembre de 1935. Se recibieron numerosos pedidos, y la empresa se comprometió a servirlos en Navidad, con una producción prevista de 1000 unidades por mes. Sin embargo, diversas incidencias en la fabricación obligaron a retrasar la fecha de entrega prevista hasta febrero de 1936, una estimación que se revelaría bastante optimista, puesto que los primeros vehículos de serie no se entregaron hasta abril. En total, Cord logró vender tan solo 1174 unidades del nuevo 810 en su primer año del modelo. El coche pasó a ser conocido por su frontal plano con un diseño de la parrilla tipo persiana que se asemejaba a un ataúd, ganándose el sobrenombre de "Nariz de Ataúd" ("Coffin Nose").

## Desaparición de la empresa
Los primeros problemas de fiabilidad, incluido el deslizamiento de las marchas y el vaporizado del combustible (que interrumpía el suministro de carburante al motor), enfriaron el entusiasmo inicial y la base de distribuidores se redujo rápidamente. Las unidades del 810 sobrantes en 1936 y en proceso de venta, se volvieron a numerar y se vendieron como 812 al año siguiente. En 1937, Auburn cesó la producción del Cord. Se construyó un único prototipo del Cord de 1938 con algunos cambios en la rejilla y la cubierta de la transmisión, que todavía existe (2015). El imperio Cord, en medio de acusaciones de fraude financiero, se vendió a Aviation Corporation y E.L. Cord se mudó a Nevada, donde ganó millones en bienes raíces y otras empresas.

## Reedición

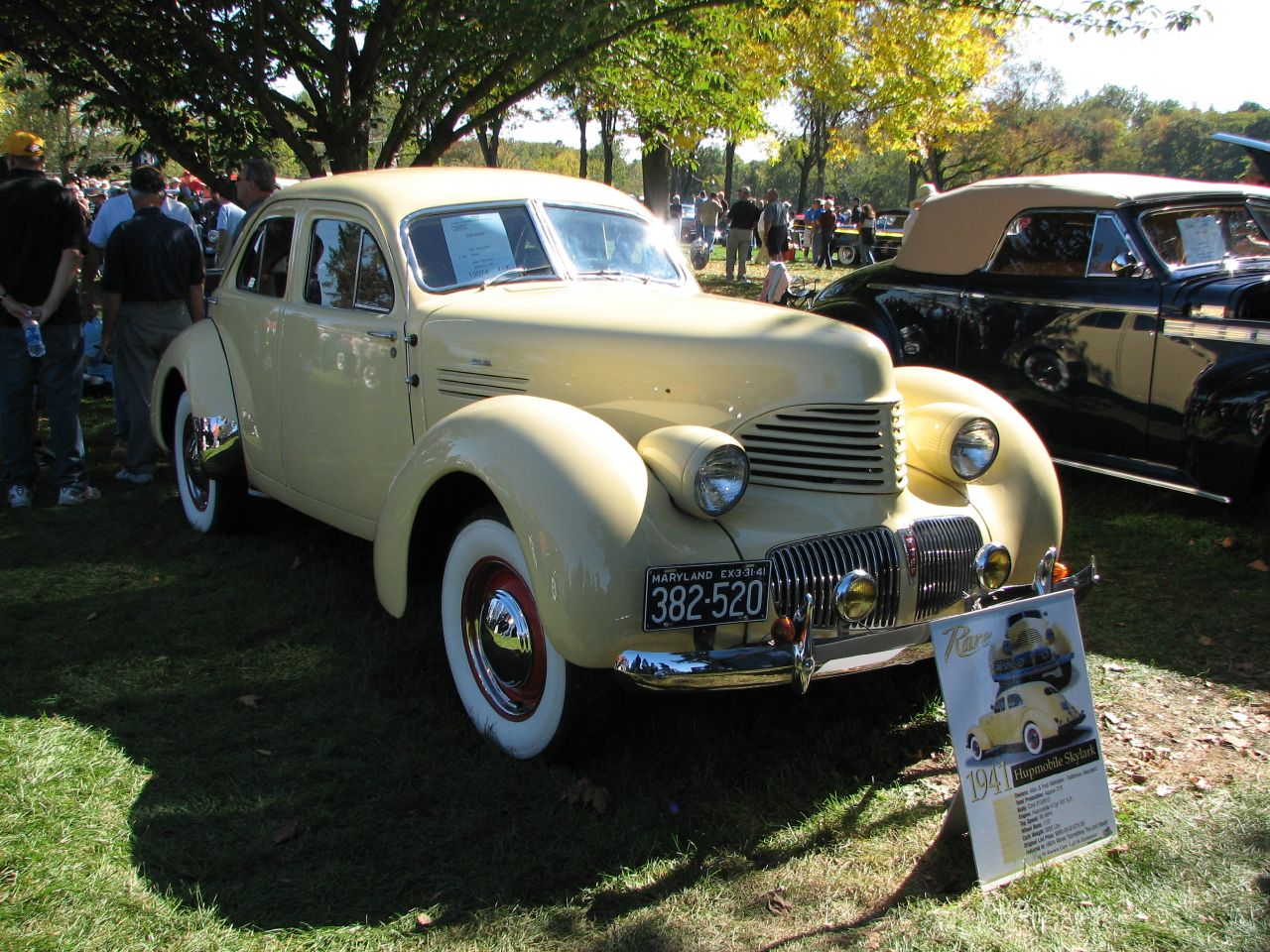
Hupmobile Skylark

El diseño del Cord 812 se volvió a comercializar casi de inmediato en 1940, cuando los fabricantes de automóviles Hupmobile y Graham-Paige, que estaban en problemas, intentaron ahorrar dinero y revivir sus empresas utilizando los mismos troqueles de carrocería. Excepto su similitud externa con el 810, los sedanes de cuatro puertas Hupp Skylark y el Graham Hollywood no tenían nada especial. Los faros delanteros retráctiles dieron paso a faros simples, y la planta motriz optó por un diseño estándar de motor delantero y tracción trasera. Si bien Hupp Motor Company construyó algunos prototipos en 1939 que le valieron pedidos de venta para el año modelo 1939, no disponía de los recursos necesarios para fabricar el automóvil. Graham Paige se ofreció a construir los Hupmobile Skylark en base a un contrato por pieza, y construyó 1850 unidades combinadas para la venta del modelo de 1940. Hupmobile cerró antes de que se lanzara el modelo de 1941. De los 1850 coches producidos del modelo de 1940 por Graham, solo unos 450 eran Hupmobile Skylark. Graham continuó construyendo el modelo Hollywood a finales de 1941, pero la fabricación se detuvo en noviembre de ese mismo año después de haberse construido tan solo unas 400 unidades. El Hollywood era impulsado por un motor Continental sobrealimentado de seis cilindros en línea que rendía 124 HP, casi 50 menos que el Cord original sobrealimentado.

## En la cultura popular
- La trama de la película protagonizada por David Niven, Where the Spies Are presenta un raro convertible Cord como incentivo para que el héroe emprenda una misión de espionaje.

- La película Where the Spies Are está basada en la novela de James Leasor Passport to Oblivion, que forma parte de una serie de novelas de suspense/intriga protagonizadas por el ficticio Dr. Jason Love, cuyo "encaprichamiento" con el roadster Cord es una parte destacada de la trama.

- En la novela Vive y deja morir, Felix Leiter maneja un Cord de modelo no especificado cuando coincide con James Bond en Florida.[6]

- El diseño original del Batmobile era un convertible rojo basado en el Cord 812, que el creador de Batman, Bob Kane, consideraba uno de sus vehículos favoritos y adecuado para el justiciero millonario.

- La película de 1965 "What's New Pussycat?" presentaba un convertible Cord 810 rojo bastante estropeado con faros amarillos usados en Francia. El coche era utilizado en varias escenas por Woody Allen, cuyo personaje conducía sobre las aceras de París.

- En la película de 1994 "La sombra", Moses Shrevnitz (Peter Boyle) conduce un Cord 810 Westchester de 1936, alargado a medida y pintado como un taxi.[7]

- Los rompecabezas de la marca "bePUZZLED" cuentan con una breve historia de misterio que acompaña a la imagen del rompecabezas ensamblado. Uno de ellos, lanzado en 1992, presenta un Cord 810 de 1936 de color crema formando parte de la historia.

- En el juego de combate de coches exclusivo de PlayStation de 2001, Twisted Metal: Black, un conductor posee un automóvil basado en el Cord 810, apodado "Crazy 8".

- Como parte de su serie, Jay Leno's Garage en 2013, Jay Leno presentó su propio Cord 812 sobre el que había escrito en Popular Mechanics. El coche había sido restaurado con mucho cariño por el restaurador aficionado Arthur Pirre.

- En el álbum de 1973 de Gram Parsons GP, la canción "The New Soft Shoe" está escrita sobre E.L Cord y sus famosos automóviles.

- En la clásica película policial El Padrino, se ve brevemente un convertible Cord 810 en la propiedad de Jack Woltz.[8]

- Algunas versiones de la canción de Rodgers y Hart The Lady Is a Tramp se refieren a "Lincolns and Cords".